# العلاقات الإسبانية الهندوراسية
العلاقات الإسبانية الهندوراسية هي العلاقات الثنائية التي تجمع بين إسبانيا وهندوراس.

## مقارنة بين البلدين
هذه مقارنة عامة ومرجعية للدولتين:
| وجه المقارنة                                              | إسبانيا                                                                             | هندوراس          |
| --------------------------------------------------------- | ----------------------------------------------------------------------------------- | ---------------- |
| المساحة (كم2)                                             | 505.99 ألف                                                                          | 112.49 ألف       |
| عدد السكان (نسمة)                                         | 46.73 مليون                                                                         | 9.27 مليون       |
| الكثافة السكانية (ن./كم²)                                 | 92.35                                                                               | 82.41            |
| العاصمة                                                   | مدريد                                                                               | تيغوسيغالبا      |
| اللغة الرسمية                                             | اللغة الإسبانية، اللغة الغاليسية، لغة بشكنشية، اللغة الكتالونية، اللغة الأوكسيتانية | اللغة الإسبانية  |
| العملة                                                    | يورو، بيزيتا إسبانية                                                                | لمبيرة هندوراسية |
| الناتج المحلي الإجمالي (بليون دولار)                      | 1.31 تريليون                                                                        | 22.98 مليار      |
| الناتج المحلي الإجمالي (تعادل القوة الشرائية) بليون دولار | 1.77 تريليون                                                                        | 41.14 مليار      |
| الناتج المحلي الإجمالي الاسمي للفرد دولار أمريكي          | 28.16 ألف                                                                           | 2.53 ألف         |
| الناتج المحلي الإجمالي للفرد دولار أمريكي                 | 38.00 ألف                                                                           | 4.91 ألف         |
| مؤشر التنمية البشرية                                      | 0.876                                                                               | 0.606            |
| رمز المكالمات الدولي                                      | +34                                                                                 | +504             |
| رمز الإنترنت                                              | .es                                                                                 | .hn              |
| المنطقة الزمنية                                           | ت ع م+01:00، ت ع م+02:00                                                            | 00               |

## مدن متوأمة
في ما يلي قائمة باتفاقيات التوأمة بين مدن إسبانية وهندوراسية:
- ترتبط L'Ametlla de Mar [الإنجليزية]‏ مع Barra Patuca  [لغات أخرى]‏ باتفاقية توأمة منذ 2000.
- ترتبط مدريد مع تيغوسيغالبا باتفاقية توأمة منذ 19 يناير 1982.[16][16][16][16]
- ترتبط ترجالة مع Trujillo, Honduras [الإنجليزية]‏ باتفاقية توأمة.

## منظمات دولية مشتركة
يشترك البلدان في عضوية مجموعة من المنظمات الدولية، منها:
| علم المنظمة | اسم المنظمة                               | تاريخ انضمام إسبانيا | تاريخ انضمام هندوراس |
| ----------- | ----------------------------------------- | -------------------- | -------------------- |
|             | مؤسسة التنمية الدولية                     | 18 أكتوبر 1960       | 23 ديسمبر 1960       |
|             | يونسكو                                    | 30 يناير 1953        | 16 ديسمبر 1947       |
|             | وكالة ضمان الاستثمار متعدد الأطراف        | 29 أبريل 1988        | 30 يونيو 1992        |
|             | الأمم المتحدة                             | 14 ديسمبر 1955       | 17 ديسمبر 1945       |
|             | بنك أمريكا الوسطى للتكامل الاقتصادي ‏      | ?                    | ?                    |
|             | الفريق المعني برصد الأرض                  | ?                    | ?                    |
|             | الاتحاد البريدي العالمي                   | ?                    | ?                    |
|             | البنك الدولي للإنشاء والتعمير             | 15 سبتمبر 1958       | 27 ديسمبر 1945       |
|             | الاتحاد الدولي للاتصالات                  | 1866                 | 27 أكتوبر 1925       |
|             | منظمة حظر الأسلحة الكيميائية              | ?                    | ?                    |
|             | مؤسسة التمويل الدولية                     | 24 مارس 1960         | 20 يوليو 1956        |
|             | المركز الدولي لتسوية المنازعات الاستشارية | 17 سبتمبر 1994       | 16 مارس 1989         |
|             | منظمة التجارة العالمية                    | ?                    | ?                    |
|             | منظمة الشرطة الجنائية الدولية             | ?                    | ?                    |

## أعلام
هذه قائمة لبعض الشخصيات التي تربطها علاقات بالبلدين:
- أنطونيو مورينو رويز (لاعب كرة قدم إسباني، 1 فبراير 1983 – )
- بوليكاربو بونيلا (17 مارس 1858 – 11 سبتمبر 1926)
- بونسيانو ليفا (سياسي هندوراسي، نوفمبر 1821 – 1896)
- جوناثان ميخيا (لاعب كرة قدم إسباني، 7 يناير 1989[22] – )
- خوان ليندو (16 مايو 1790 – 23 أبريل 1857)
- خوسيه ترينيداد كابانياس (سياسي هندوراسي، 9 يونيو 1805[23] – 8 يناير 1871[23])
- خوسيه ماريا ميدينا (سياسي هندوراسي، 19 مارس 1826 – 23 يناير 1878)
- خوليو دياز لوزانو (سياسي هندوراسي، 27 مارس 1885 – 20 أغسطس 1957)
- ديونيسيو دي هيريرا (سياسي هندوراسي، 9 أكتوبر 1781 – 13 يونيو 1850)
- ماركو أوريليو سوتو (13 نوفمبر 1846[24] – 25 فبراير 1908)
- مانويل زيلايا (سياسي هندوراسي، 20 سبتمبر 1952[25] – )
- ميغيل باز باراهونا (سياسي هندوراسي، 3 سبتمبر 1863 – 11 نوفمبر 1937)

## وصلات خارجية
- موقع وزارة الخارجية الإسبانية
- موقع وزارة الخارجية الهندوراسية